# 高等教育評鑑中心基金會
財團法人高等教育評鑑中心基金會，簡稱高評中心（英文名為Higher Education Evaluation and Accreditation Council of Taiwan，簡稱HEEACT），是依據大學法第五條設立的政府捐助財團法人。
 
高評中心辦理校務評鑑（一般大學）、系所委辦認可、系所自辦認定、醫學教育品質認證、專業評鑑機構認可、境外評鑑，以及執行教育部委託專案計畫，如高教深耕計畫、玉山學者計畫、教學實踐研究計畫、私校校務經費審查、學生受教權益計畫、新南向專班查核計畫、師培評鑑計畫、教保評鑑計畫等業務。

## 董事會與監察人
高評中心董事由機關代表、產業界代表，以及教育部指派學者專家擔任。其中機關代表董事，是由教育部指派業務代表二人，國立大學校院協會、私立大學校院協進會及私立科技大學校院協進會各推派大學校長代表二人。
 
監察人由政府機關代表及學者專家擔任。
 
現任董事長為李德財院士。
 
歷任董事長有劉維琪教授、鄭瑞城教授、黃榮村教授。

## 外部連結
- 財團法人高等教育評鑑中心基金會
- 高教深耕計畫
- 玉山學者計畫
- 教學實踐研究計畫